# Kids in America
Kids in America è un singolo della cantante britannica Kim Wilde, pubblicato nel Regno Unito come suo singolo di debutto nel gennaio 1981.

## La canzone
Il singolo, di genere synth-pop, fu prodotto da Ricky Wilde e Marty Wilde (rispettivamente fratello e padre della stessa Kim) con un sintetizzatore e venne ispirato dallo stile di Gary Numan. La canzone fu pubblicata un anno dopo la sua creazione, e rappresentò il debutto ufficiale di Kim Wilde nel mondo musicale.

## Classifiche

### Classifiche settimanali
| Classifica (1981) | Posizione massima |
| ----------------- | ----------------- |
| Australia         | 5                 |
| Austria           | 12                |
| Belgio (Fiandre)  | 4                 |
| Canada            | 34                |
| Francia           | 1                 |
| Germania Ovest    | 5                 |
| Irlanda           | 1                 |
| Norvegia          | 9                 |
| Nuova Zelanda     | 5                 |
| Paesi Bassi       | 8                 |
| Regno Unito       | 2                 |
| Stati Uniti       | 25                |